# Szczepan Pieniążek

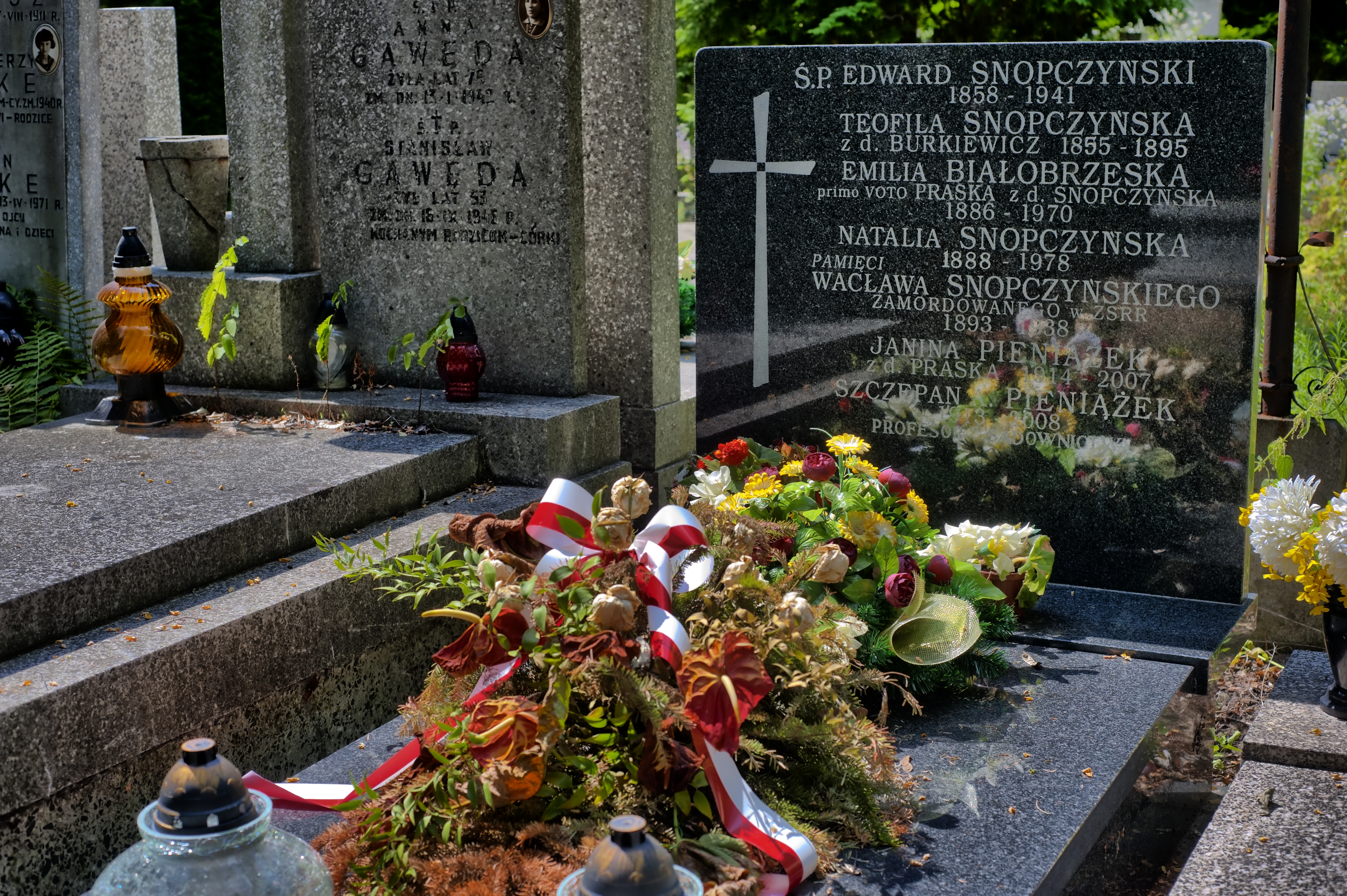
Grób Szczepana Pieniążka na warszawskim cmentarzu Bródnowskim

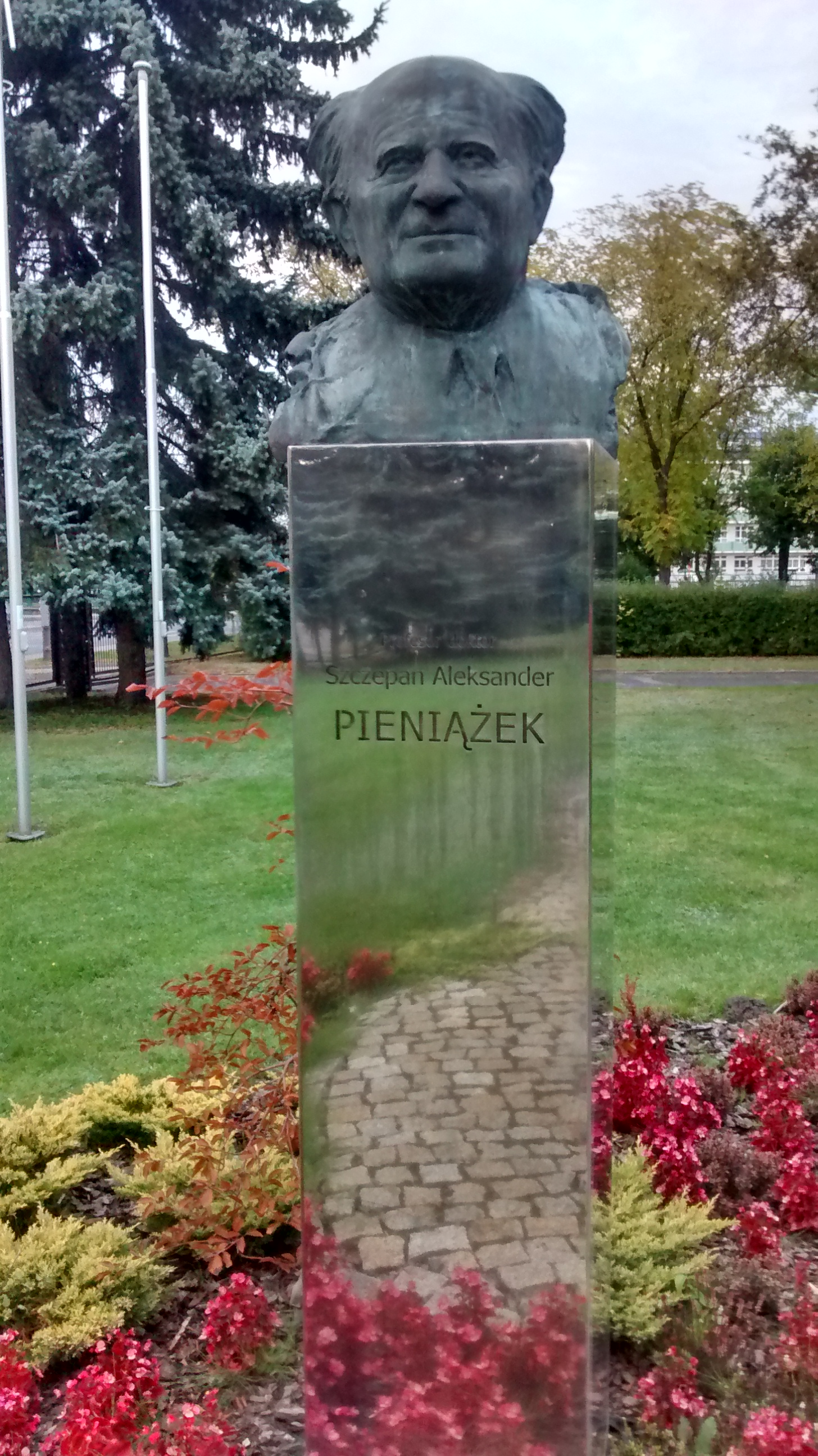
Pomnik profesora Szczepana Pieniążka w Skierniewicach

Szczepan Aleksander Pieniążek (ur. 27 grudnia 1913 w Słupie, zm. 1 lipca 2008 w Konstancinie-Jeziornie) – polski profesor nauk rolniczych w zakresie sadownictwa, wieloletni dyrektor Instytutu Sadownictwa w Skierniewicach, profesor Szkoły Głównej Gospodarstwa Wiejskiego w Warszawie, wiceprezes Polskiej Akademii Nauk.

## Życiorys

### Młodość
Urodził się w rodzinie Józefa, rolnika, i Zofii z Mroczków. Z woli rodziców miał zostać księdzem. Po ukończeniu szkoły podstawowej, w latach 1928–1933 kształcił się w gimnazjum w Siedlcach (Mniejsze Seminarium Duchowne im. Świętej Rodziny czyli Wyższe Gimnazjum Biskupa Podlaskiego), gdzie opanował łacinę, grekę oraz język francuski, a także zainteresował się starożytnością i przyrodą (szkoła dysponowała dobrze wyposażoną ekspozycją przyrodniczą) oraz uzyskał świadectwo dojrzałości. Wybrał studia biologiczne, co wywołało niezadowolenie rodziców. Pierwszy semestr nauki na Wydziale Matematyczno-Przyrodniczym ze specjalizacją botaniki Uniwersytetu Warszawskiego opłaciła mu siostra. Studia ukończył w 1938.

### Nauka i praca wStanach Zjednoczonych
Po studiach otrzymał stypendium Funduszu Kultury Narodowej im. Józefa Piłsudskiego i wyjechał do Stanów Zjednoczonych, gdzie kontynuował naukę na Uniwersytecie Cornella w Ithace w stanie Nowy Jork (1938–1942). W 1942 został doktorem filozofii w zakresie sadownictwa po obronie dysertacji Transpiracja jabłek w chłodni. Przyjął propozycję objęcia stanowiska assistant professor na Wydziale Ogrodniczym Uniwersytetu stanowego w Kingston, Rhode Island, gdzie pracował do wiosny 1946. W 1945 otrzymał tytuł profesora nadzwyczajnego nauk rolniczych, a w 1954 – tytuł profesora zwyczajnego.

### Praca zawodowa w Polsce
Po zakończeniu II wojny światowej powrócił do Polski w kwietniu 1946 i rozpoczął pracę na Wydziale Ogrodniczym SGGW w Warszawie jako profesor i kierownik Katedry Sadownictwa. Po powstaniu Instytutu Sadownictwa w Skierniewicach w 1951 został jego pierwszym dyrektorem i pełnił tę funkcję do przejścia na emeryturę w 1984. W 1952 został członkiem PZPR.
W 1947 nawiązał współpracę z amerykańską organizacją religijną Church of the Brethren, z którą utworzył polsko-amerykańską wymianę rolniczą, działającą od 1957 pod nazwą „Brethren Service Exchange Program”. Dzięki tej współpracy do końca 1989 wyjechało na roczne staże do USA ponad 1300 osób, głównie polskich sadowników. Nauka i praca w USA umożliwiły im zapoznanie się z najnowocześniejszymi metodami produkcji sadowniczej oraz pozwoliły na gromadzenie oszczędności, które przeznaczali na powiększenie i unowocześnienie własnych gospodarstw. Profesor Pieniążek organizował wyjazdy polskich pracowników naukowych zajmujących się ogrodnictwem na stypendia do amerykańskich (ale nie tylko) uczelni rolniczych, co pozwoliło im na uzyskiwanie przez nich stopni doktorskich, habilitacji oraz nominacji profesorskich. Kierował także utworzonym przez dr Irenę Modlibowską w Anglii stypendium British Council im. Władysława Filewicza, dzięki któremu kilkudziesięciu naukowców z Polski odbyło staże w różnych instytutach naukowych Wielkiej Brytanii.
W latach 1965–1966 był dziekanem Wydziału Ogrodniczego SGGW. W 1968 stanął w obronie relegowanych studentów i wraz z innymi profesorami podpisał list protestacyjny przeciwko wydaleniu z uczelni profesorów pochodzenia żydowskiego. Na skutek nacisku władz partyjnych został zmuszony do rezygnacji z pracy w SGGW.
W 1952 Szczepan Pieniążek został członkiem korespondentem, a od 1964 członkiem rzeczywistym Polskiej Akademii Nauk (PAN). W latach 1966–1971 był sekretarzem Wydziału Nauk Rolniczych i Leśnych PAN, a następnie członkiem Prezydium oraz wiceprezesem PAN. W latach 1972–1974 był również przewodniczącym Komitetu Nauk Ogrodniczych PAN. Szczepan Pieniążek był członkiem Międzynarodowego Towarzystwa Nauk Ogrodniczych, przewodniczącym Sekcji Sadowniczej, wiceprezydentem, następnie prezydentem (1970–1974).

### Dorobek naukowy i popularyzacja nauki
W pracy naukowej Szczepan Pieniążek zajmował się szeroko rozumianą pomologią, w tym uprawą drzew owocowych i roślin jagodowych, ochroną sadów, a także fizjologią roślin. Jednym z ważniejszych Jego osiągnięć jest doprowadzenie do corocznego owocowania jabłoni odmian przemiennie owocujących, wprowadzenie do uprawy drzew niskopiennych, opracowanie nowoczesnych systemów pielęgnacji gleby, wprowadzenie do produkcji wielu cennych odmian jabłoni. Opublikował około 100 prac naukowych. Jest m.in. autorem podręcznika akademickiego Sadownictwo, który doczekał się 11 wydań (ostatnie w 2000), a także autorem popularnonaukowych książek dotyczących sadownictwa Dookoła sadowniczego świata (1965) przetłumaczona na: czeski, bułgarski i węgierski oraz Gdy zakwitną jabłonie (1971) przetłumaczona na język czeski.
We wczesnych latach 50. XX wieku był aktywnym propagatorem miczurinizmu oraz teorii Łysenki, głosząc, że geny nie biorą udziału w dziedziczeniu. Po kilku latach przyznał, że był to błąd i całkowicie wycofał się z głoszonych poglądów. Należy dodać, że z prac Miczurina profesor Pieniążek najwyżej cenił poglądy dotyczące uprawy niskopiennych odmian drzew owocowych powszednie uważanych za najbardziej wartościowe. W tym samym okresie działał na rzecz obrony sadowników i warzywników przed nadmiernym opodatkowaniem i uspółdzielczeniem oraz zachowania ich gospodarstw w rękach prywatnych.
Wynikiem tych działań była ciągła obecność na polskim rynku owoców i warzyw, podczas gdy w tamtych latach często brakowało innych produktów rolnych. Działalność profesora Pieniążka i stworzonego przez niego Instytutu Sadownictwa najlepiej pokazują dane dotyczące produkcji sadowniczej w Polsce, w której przed II wojną światową produkcja jabłek wynosiła 400–600 tysięcy ton rocznie, a w 1983, kiedy przechodził na emeryturę, osiągnęła ponad 1,7 miliona ton.
Obok działalności naukowej Profesor Pieniążek zajmował się szeroko rozumianą popularyzacją wiedzy ogrodniczej w Polsce, publikując w prasie artykuły dotyczące m.in. sadownictwa, a w latach 70. XX wieku biorąc udział w cotygodniowych audycjach telewizyjnych propagujących sadzenie i uprawę drzew owocowych i roślin jagodowych na działkach i w ogródkach przydomowych, a także cytryn doniczkowych w domu.

## Życie prywatne
Był żonaty z Janiną z domu Praską (ur. 28 sierpnia 1914, zm. 14 kwietnia 2007), profesorem fizjologii roślin (ślub: 1 września 1939 w Ithace). Z tego małżeństwa miał dwoje dzieci: córkę Emilię (ur. 1942), po mężu Mroczkowską, i syna Normana (ur. 1946).
Zmarł 1 lipca 2008 w Domu spokojnej starości w Konstancinie-Jeziornie, spoczął na cmentarzu Bródnowskim w Warszawie (kwatera 49A-1-25).

## Wybrane publikacje
Opublikował 75 oryginalnych prac naukowych, a także podręczniki akademickie:
- Sadownictwo. Państwowe Wydawnictwo Rolnicze i Leśne, Warszawa 1954 i nast.
- Dookoła sadowniczego świata. Państwowe Wydawnictwo Rolnicze i Leśne, Warszawa 1965 i nast.
- Gdy zakwitną jabłonie. Wiedza Powszechna‚ Warszawa 1971.

## Ordery i odznaczenia
- Order Budowniczych Polski Ludowej (1977)[18]
- Order Sztandaru Pracy I klasy[19]
- Krzyż Komandorski z Gwiazdą Orderu Odrodzenia Polski (14 stycznia 1994)[20]
- Order Sztandaru Pracy II klasy[19]
- Krzyż Oficerski Orderu Odrodzenia Polski (19 lipca 1954)[21]
- Medal 10-lecia Polski Ludowej (14 stycznia 1955)[22]
- Odznaka „Za zasługi dla województwa skierniewickiego” (1980)[23]
- Medal Towarzystwa Ogrodniczego w Krakowie

## Nagrody
- Państwowa Nagroda Naukowa II stopnia w dziedzinie nauk rolniczo-leśnych za prace agrobiologiczne w dziedzinie sadownictwa (29 lipca 1950)[24]
- Nagroda „Problemów” za osiągnięcia w dziedzinie popularyzowania wiedzy o sadownictwie (1968)[25]
- Nagroda Państwowa I stopnia (zespołowa) za udział w opracowaniu i wdrożeniu do praktyki nowoczesnych metod produkcji owoców (1978)

## Tytuły honorowe
Profesor Pieniążek był członkiem honorowym Bułgarskiej Akademii Nauk Rolniczych, członkiem Akademii Nauk Rolniczych Republiki Federalnej Niemiec, Francuskiej Akademii Rolniczej, Niemieckiej Akademii Nauk Rolniczych (NRD) i Wszechzwiązkowej Akademii Nauk Rolniczych (ZSRR). Honorowe członkostwo nadały mu m.in. Polskie Towarzystwo Przyrodników im. M. Kopernika, Polskie Towarzystwo Botaniczne, Amerykańskie Towarzystwo Nauk Ogrodniczych.
Otrzymał tytuły doktora honoris causa – Akademii Rolniczej w Krakowie (1973), Szkoły Głównej Gospodarstwa Wiejskiego w Warszawie (1983), Akademii Rolniczej w Szczecinie (1984), Akademii Rolniczej w Poznaniu (1985).
W lutym 1984 został uhonorowany tytułem Honorowego Obywatela Miasta Skierniewice.

## Upamiętnienie
Decyzją Ministra Nauki i Szkolnictwa Wyższego z dnia 23 października 2008 Wyższa Szkoła Ekonomiczno-Humanistyczna w Skierniewicach otrzymała imię prof. Szczepana A. Pieniążka.
Rada Miasta Skierniewice wraz z Instytutem Sadownictwa i Kwiaciarstwa ogłosili rok 2009 Rokiem Profesora Szczepana A. Pieniążka, a od maja 2009 Instytut Sadownictwa i Kwiaciarstwa nosi Jego Imię.
Pamięć profesora Pieniążka uczczono m.in. trzema pomnikami: 
- pomnikiem-ławeczką na Rynku Miejskim przed gmachem Ratusza w Skierniewicach;
- popiersiem przed gmachem Instytutu Ogrodnictwa w Skierniewicach;
- kamiennym obeliskiem na rynku w Błędowie w powiecie grójeckim, ufundowanym przez miejscowych sadowników.